# Synodus poeyi
Synodus poeyi är en fiskart som beskrevs av Jordan, 1887. Synodus poeyi ingår i släktet Synodus och familjen Synodontidae. Inga underarter finns listade i Catalogue of Life.